# Fällanden
Fällanden é uma comuna da Suíça, no Cantão Zurique, com cerca de 6.928 habitantes. Estende-se por uma área de 6,41 km², de densidade populacional de 1.081 hab/km². Confina com as seguintes comunas: Dübendorf, Greifensee, Maur, Schwerzenbach, Zurique (Zürich).
A língua oficial nesta comuna é o Alemão.